# Giovanni Bartolena
Giovanni Bartolena (Livorno, 24 giugno 1866 – Livorno, 16 febbraio 1942) è stato un pittore italiano.

## Biografia
Nato da Giuseppa Giampaoli, di benestante famiglia lucchese e da Edoardo, professore, viene avviato alla pittura dallo zio Cesare, apprezzato autore di dipinti a tema bellico; si iscrive all'Accademia di Belle Arti di Firenze, dove segue il corso di nudo tenuto dal concittadino Giovanni Fattori, amico dello zio e frequenta gli altri più noti esponenti del movimento macchiaiolo Telemaco Signorini e Silvestro Lega.
Espone per la prima volta nel 1892 alla Promotrice di Torino con Strada di collina presso Livorno e Pascolo in Campo al Melo presso Livorno, ma senza dare continuità al suo talento, a causa di un carattere eccessivamente esuberante e della sua predilezione per un tenore di vita agiato, fino a una crisi economica familiare che lo spinge al trasferimento a Marsiglia, dove lavora come conduttore di tram a cavalli.
Dopo pochi mesi torna in Italia tra Livorno, ospite del fratello Adolfo, Lucca, Fossa d'Abate e Firenze, dove è ospite dell'amico Plinio Nomellini e si dedica in modo dispersivo alla pittura, ritraendo in particolare nature morte (risalgono a questo periodo Ricci e boccale, Aringhe, Sinfonia rossa, Sigaro e arance), paesaggi (Pini a Quercianella, Piazza a Livorno) e soggetti (La caccia al cervo a San Rossore, Autoritratto), dove è evidente l'influenza del maestro Giovanni Fattori e, quindi, la matrice macchiaiola del suo tratto.
Nel 1920 aderisce al Gruppo Labronico nato in memoria dell'artista livornese Mario Puccini, dove noti artisti livornesi si ritrovano al Caffè Bardi di Livorno, sulla scia del noto Caffè Michelangiolo, luogo di ritrovo degli artisti Macchiaioli di diversi decenni prima.
Nel 1925 si tiene a Milano la sua prima mostra personale, che ottiene un notevole successo, con l'apprezzamento dell'affermato pittore Carlo Carrà e, pertanto, la notorietà del pubblico e della critica, che paragona la sua arte ai noti esponenti impressionisti dell'epoca che, di fatto, Bartolena ignora.
Nel 1926 partecipa alla Mostra del Paesaggio di Bologna, nel 1927 all'esibizione del Circolo di Cultura di Bologna e tiene altre personali a Livorno, presso la Bottega d'Arte e a Milano.
Partecipa nel 1929 e 1930 alle mostre della Galleria Micheli di Milano, nel 1931 alla prima Quadriennale di Roma e nel 1932 alla Biennale di Venezia, senza però abbandonarsi al richiamo di una pittura più vicina ai fini commerciali che espressivi.
Muore in povertà e solitudine il 16 febbraio 1942, nell'ospedale di Firenze.
Gli è dedicato un busto realizzato dallo scultore livornese Giulio Guiggi e posto nel giardino di Villa Fabbricotti a Livorno. Tra i suoi allievi si ricorda Augusto Volpini.

## Retrospettive
- 1942 presso la Galleria Ranzini di Milano;
- 1947 presso la Galleria d'Arte Michelangelo di Firenze;
- 1947 XXI mostra del Gruppo Labronico presso la Galleria Ranzini di Milano;
- 1947 Galleria d'arte di Sergio Cancelli a Firenze;
- 1966 Palazzo Melzi di Cusano;
- 1970 Galleria S.Ambrogio di Milano;
- 1986 nella Galleria di via dei Fossi a Firenze.

## Stile
Definito da molti critici postmacchiaiolo, Bartolena deriva dal maestro e macchiaiolo Giovanni Fattori, con i suoi insegnamenti volti a valorizzare l'individualismo più che la riproduzione di altri stili, la volontà di potersi esprimere completamente e liberamente, manifestando con sincerità la propria personalità umana e artistica.
La predilezione per i temi naturali (fiori, animali, paesaggi selvaggi, marine) viene resa con una grande intensità e lucentezza di colore, elaborato direttamente sulla tavola e utilizzato in ampie gamme, toni caldi e con una visione semplice e schietta, esaltando il lato emotivo della realtà e quindi avvicinandolo alla corrente espressionista.

## Opere principali
- Natura morta (1890-1910), olio su tela, collezione privata presso Palazzo della Fondazione Cassa di Risparmio di Volterra[10];
- Fiori (1900), olio su tavola, Galleria d'Arte Moderna di Milano;
- La vecchia Piazza del Voltone a Livorno (1910), olio su tela, collezione privata;
- Chiesa di San Lorenzo (1910-1915), olio su tavola, collezione privata;
- La mucca bianca (1914), olio su tavola, collezione privata;
- Paesaggio al tramonto (1915), olio su tavola, collezione privata;
- Natura morta con fiori e frutta (1916), olio su tavola, collezione privata[11];
- I frutti di Quercetino (1917), olio su cartone, collezione privata[12];
- Natura morta con fiasco e castagne (1920), olio su tavola, collezione privata;
- La Via Grande a Livorno (1920-1924), olio su tavola, collezione privata;
- Pini marittimi (1920-1925), olio su tavola, collezione privata;
- Vaso con margherite (1920-1930), olio su compensato, Fondazione Livorno[13];
- Viale all'Ardenza (1925), olio su tavola, collezione privata;
- Autoritratto (1925-1930), olio su tavola, Museo civico Giovanni Fattori di Livorno[14];
- Natura morta (1927), olio su tavola, Museo civico Giovanni Fattori di Livorno[14];
- Caccia (Natura morta con uccellini) (1925-1930), olio su tavola, collezione privata Fondazione Cariparma presso Palazzo Bossi Bocchi[15];
- Carro con cavallo (1930-1939), olio su tavola, Fondazione Livorno[13];
- Paesaggio con pagliai (1930-1939), olio su tavola, Fondazione Livorno[13];
- Paesaggio (1930-1939), olio su tavola, Fondazione Livorno[13];
- Natura morta (1935-1940), olio su tavola, collezione privata Fondazione Cariparma presso Palazzo Bossi Bocchi[15];
- Chiesetta sul mare (1942), olio su tavoletta, collezione privata;
- Autoritratto (non datata), olio su tavola, collezione privata;
- Aringhe (non datata), olio su tavola, collezione privata;
- L'astice (non datata), olio su tavola, collezione privata;
- Natura morta con uccello e un frutto rosso (non datata), olio su tavola, Comune di Livorno[16];
- Natura morta (non datata), olio su tavola, collezione privata;
- Granchi, ricci e cozze (non datata), olio su tavola, collezione privata;
- Pesci, cozze e limone (non datata), olio su tavola, collezione privata;
- Scaldino con garofani e cipolle (non datata), olio su tavola, collezione privata;
- Aranci e limoni (non datata), olio su tavola, collezione privata;
- Natura morta con aragosta e cozze (non datata), olio su tavola, collezione privata presso Galleria Manzoni di Milano[17];
- Il boscaiolo (non datata), olio su tavola, collezione privata;
- La visita (non datata), olio su tavola, collezione privata;
- Paesaggio toscano (non datata), olio su compensato, collezione privata;
- Carri di fieno (non datata), olio su cartone, collezione privata;
- Campagna (non datata), olio su compensato, collezione privata;
- Lavandaie a Campolecciano (non datata), olio su compensato, collezione privata;
- Campagna di Campolecciano (non datata), olio su cartone, collezione privata;
- Piazza di Montenero (non datata), olio su cartone, collezione privata;
- Paesaggio con contadino e due buoi (non datata), olio su tavola, Comune di Livorno[16];
- Fantino a cavallo (non datata), olio su tavola, collezione privata;
- Mucche (non datata), olio su cartone, collezione privata;
- Cavalli a Campolecciano (non datata), olio su tela, collezione privata;
- Padule (non datata), olio su cartone, collezione privata;
- Paesaggio con pattuglia militare (non datata), olio su tela, collezione privata;
- Al lavoro nei campi (non datata), olio su cartone, collezione privata;
- Maremma, San Rossore (non datata), olio su cartone, collezione privata;
- Marina di Antignano (non datata), olio su cartone, collezione privata;
- Il Tombolo (non datata), olio su tela, collezione privata;
- Sulla spiaggia (non datata), olio su tavola, collezione privata;
- Veduta di San Rossore con dromedari (non datata), olio su tavola, collezione privata;
- Paesaggio con case (non datata), olio su tavola, collezione privata;
- La crocifissione di Santa Giulia (non datata), olio su tavola, Chiesa dei Santi Pietro e Paolo di Livorno[18].